# Alocoderus wolfgangi
Alocoderus wolfgangi är en skalbaggsart som beskrevs av Zdzisława Stebnicka 1990. Alocoderus wolfgangi ingår i släktet Alocoderus och familjen Aphodiidae. Inga underarter finns listade i Catalogue of Life.